# Studeněves
Studeněves (Duits: Brunnendorf) is een Tsjechische gemeente in de regio Midden-Bohemen en maakt deel uit van het district Kladno. Het dorp ligt op 3 km afstand van Slaný en op 10 km afstand van de stad Kladno.
Studeněves telt 515 inwoners (2023).

## Geschiedenis
De eerste schriftelijke vermelding van het dorp (Studenawess) dateert van 1372. De naam is waarschijnlijk afgeleid van de uitdrukking Studena ves. In de 19e eeuw werd een grote suikerfabriek gebouwd, die vervolgens bediend werd door de smalspoorlijn Slaný-Kačice. De fabriek en spoorlijn verdwenen beide tijdens de Grote Depressie tussen de Eerste en Tweede Wereldoorlog.
Sinds 1960 is Studeněves een zelfstandige gemeente binnen het district Kladno.
Op 31 juli 2007 brak er brand uit in het dorp. De schade bedroeg 5 miljoen CZK.

## Verkeer en vervoer

### Autowegen
Er leiden verschillende regionale wegen naar het dorp. Weg I/7 loopt langs de grens van het dorp en verbindt Studeněves met Praag enerzijds en Chomutov anderzijds. Weg I/16 verbindt het dorp met respectievelijk Řevničov en Slaný.

### Spoorlijnen
Er is geen spoorlijn of station in het dorp. Het dichtstbijzijnde station is Slaný, op 2,5 km afstand. Dat station ligt aan spoorlijn 110 Kralupy nad Vltavou - Louny. Wel liep er van 1904 tot en met 1932 een spoorlijn van station Slaný via Studeněves naar station Smečno-Šternberk. De spoorlijn was enkelsporig en van lokaal belang. Reizigersvervoer vond te allen tijde plaats; goederenvervoer slechts van 1908 tot 1925.

### Buslijnen
Er zijn drie bushaltes in het dorp:
| Halte                    | Lijn    | Route                                 | Vervoerder |
| ------------------------ | ------- | ------------------------------------- | ---------- |
| Studeněves               | 586 587 | Nové Strašecí - Slaný Slaný - Libušín | ČSAD Slaný |
| Studeněves, Vodárna      | 586     | Nové Strašecí - Slaný                 | ČSAD Slaný |
| Studeněves, Krkavčí mlýn | 586 587 | Nové Strašecí - Slaný Slaný - Libušín | ČSAD Slaný |

## Bezienswaardigheden
- Barokke kapel op het dorpsplein;
- Overblijfselen van de Praagse Linie die ooit de omgeving van Praag beschermden.

## Geboren
- Josef Kylies, een Tsjechisch kunstschilder en illustrator

## Galerĳ

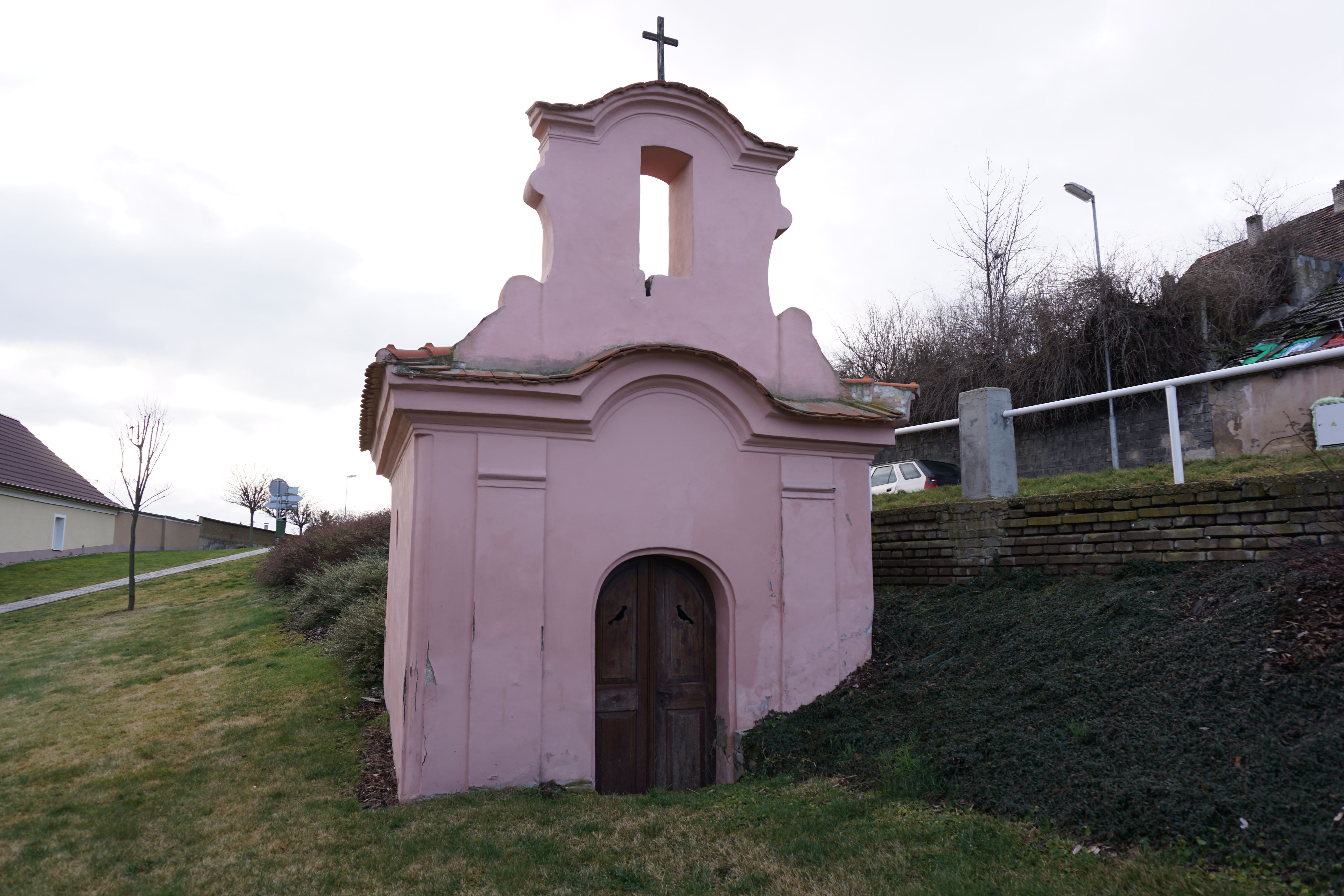
Kapel op het dorpsplein
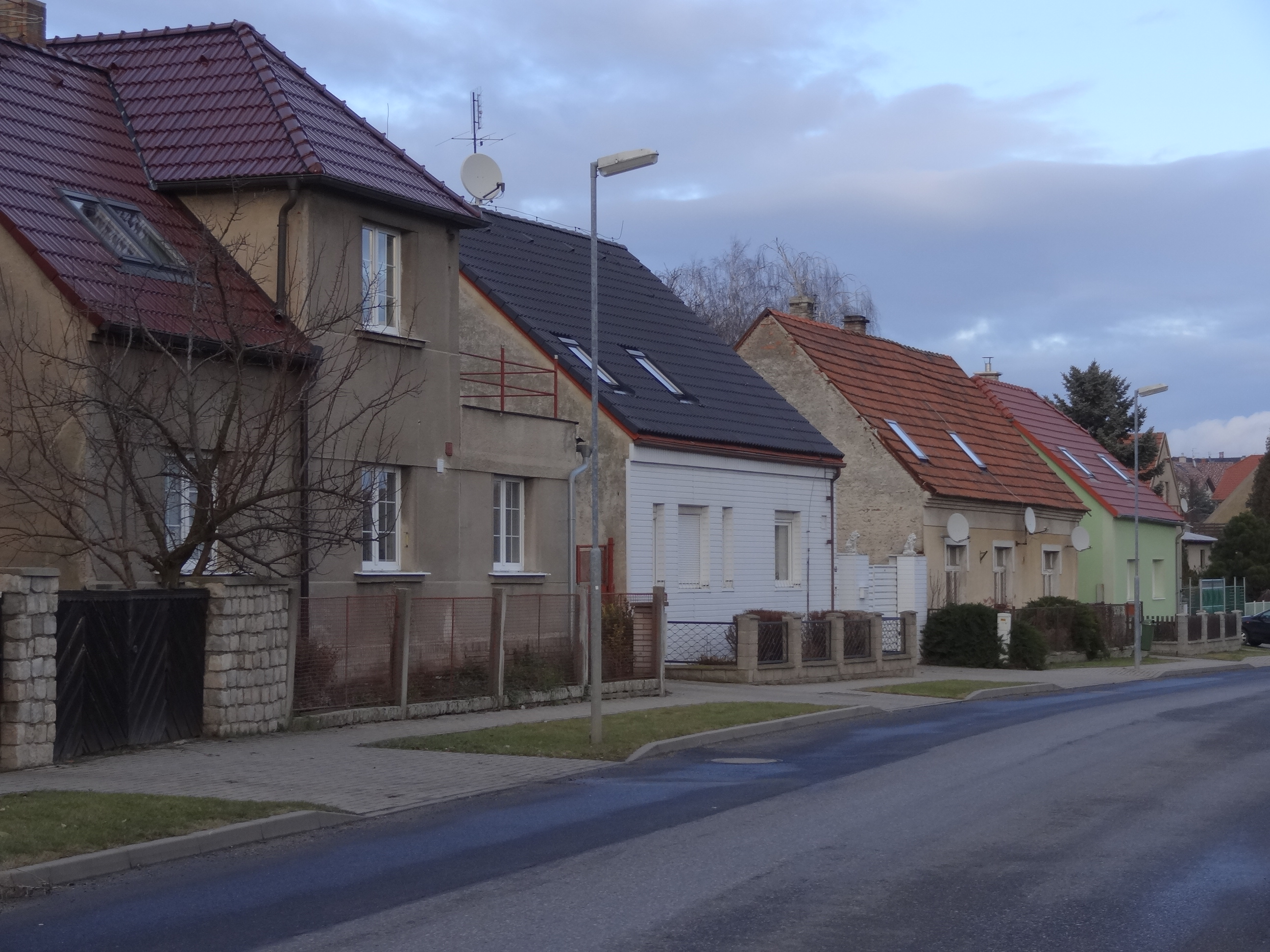
Straat in Studeněves (1)
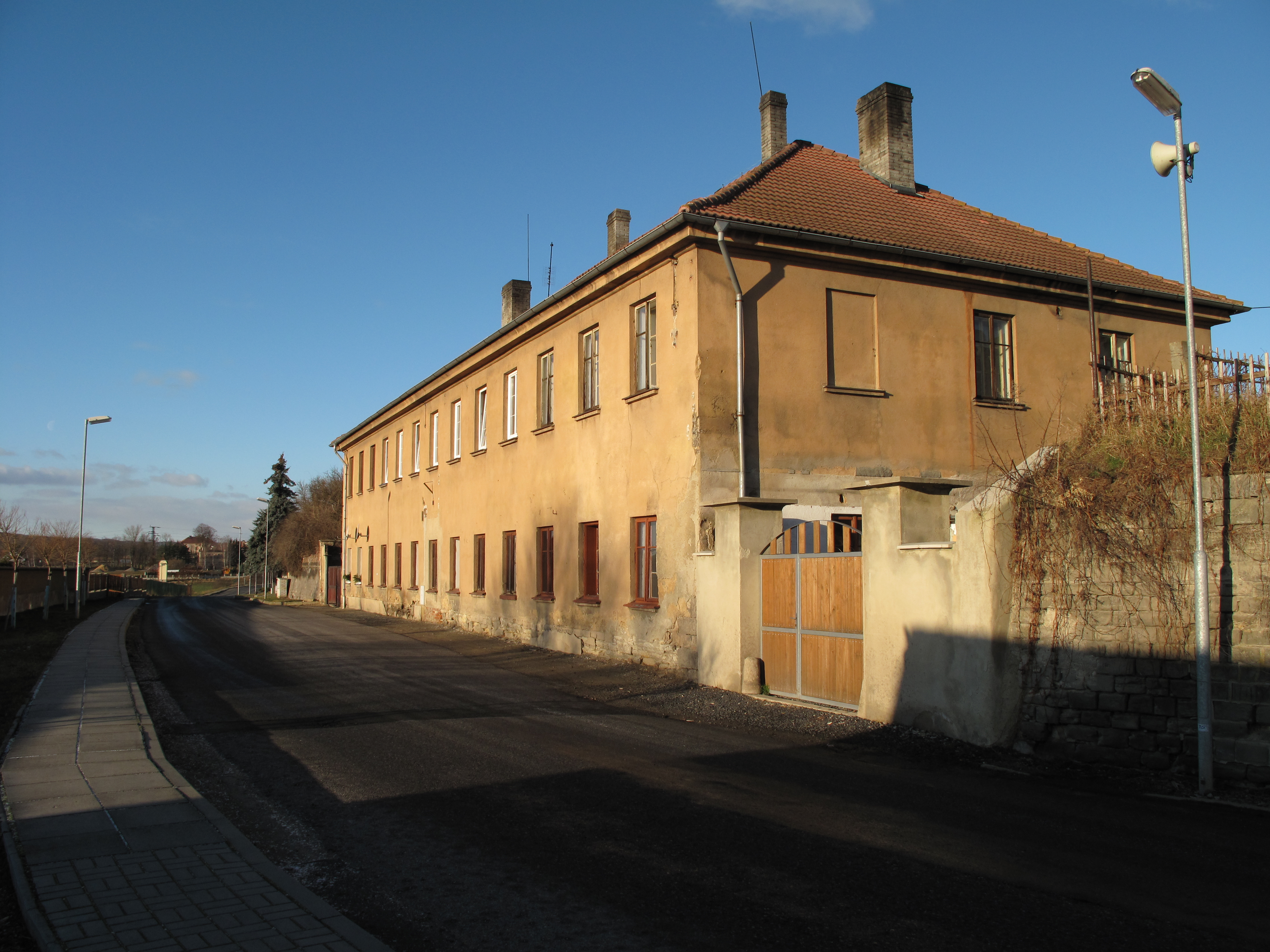
Straat in Studeněves (2)
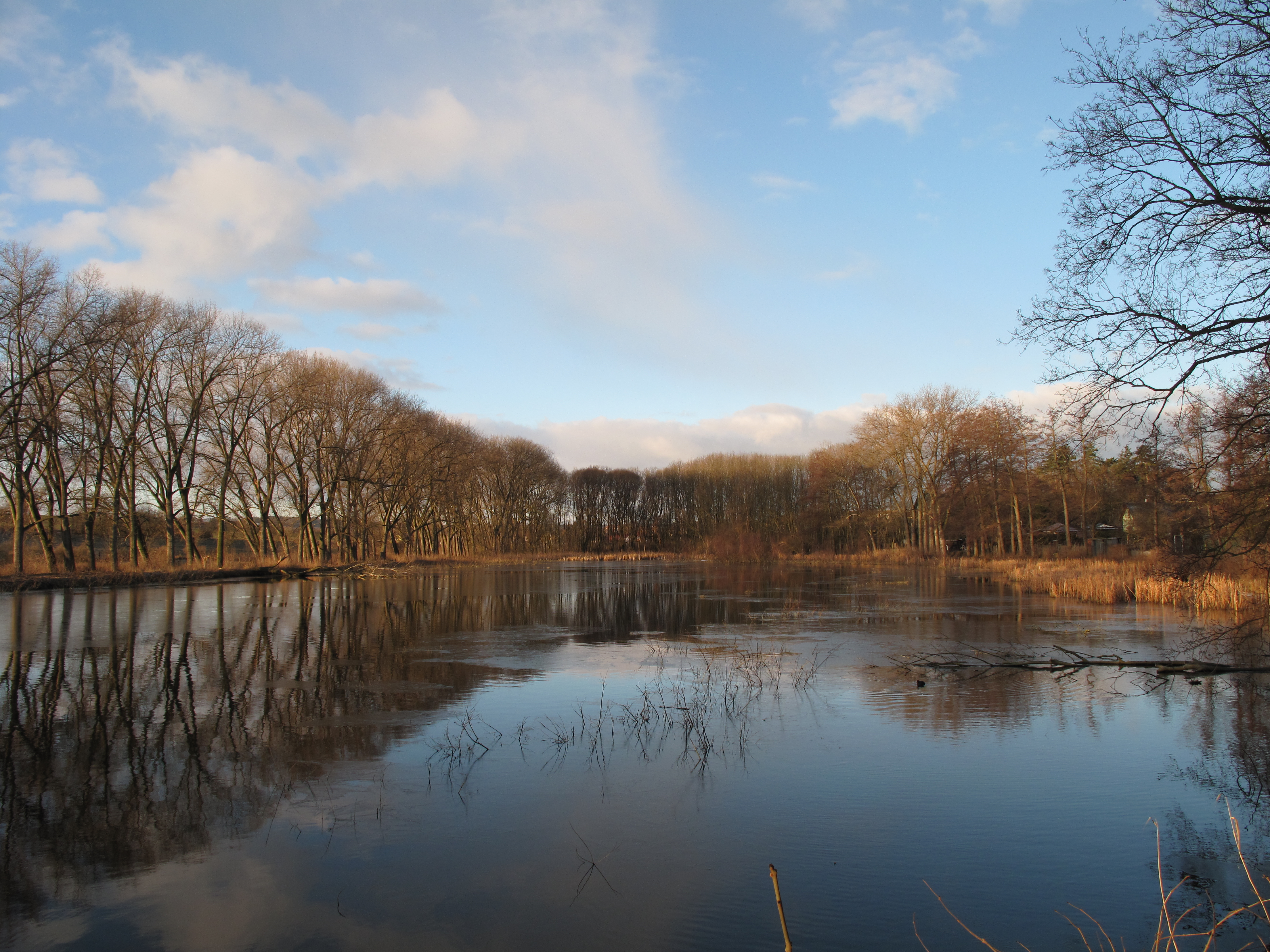
Dorpsvijver (1)
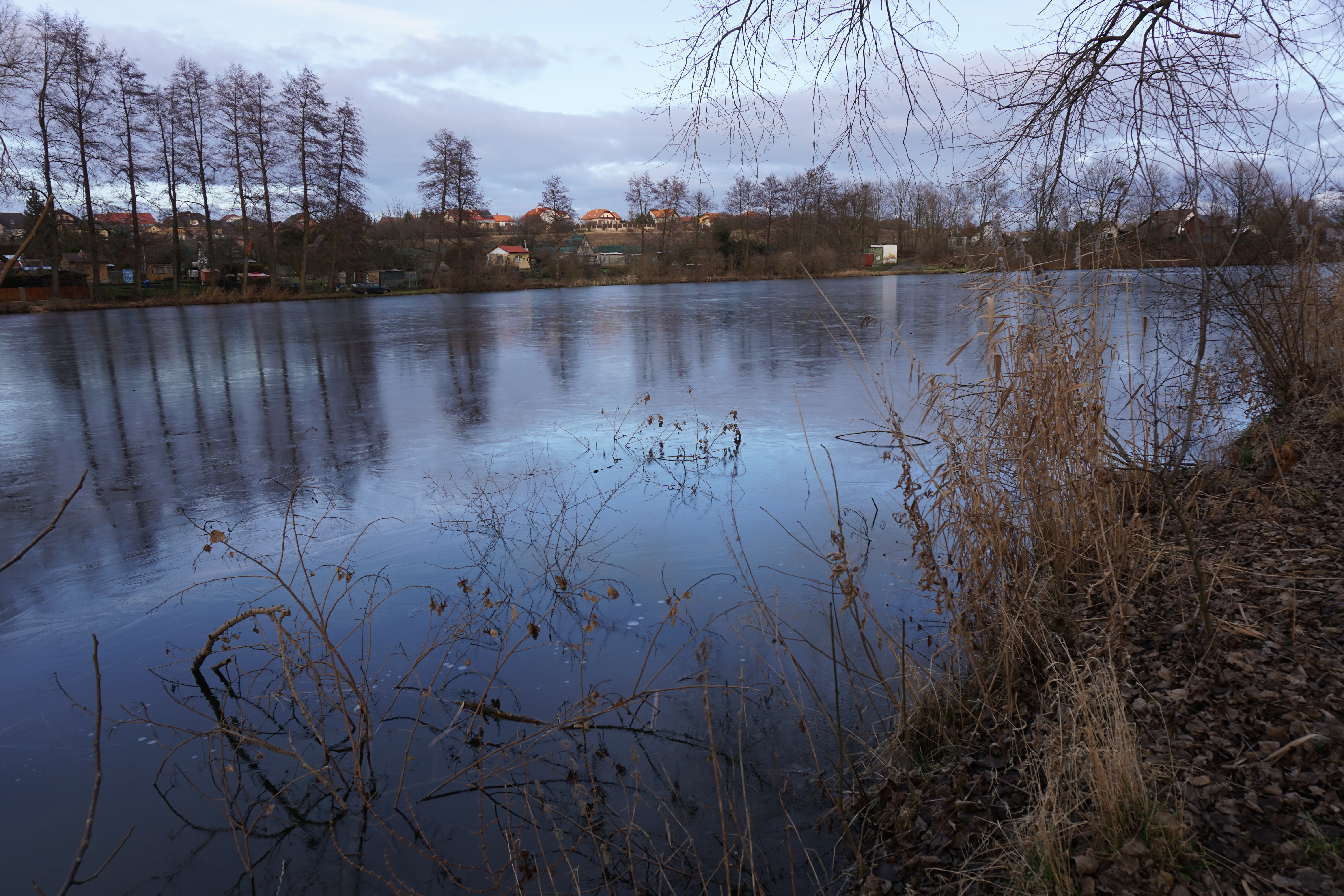
Dorpsvijver (2)
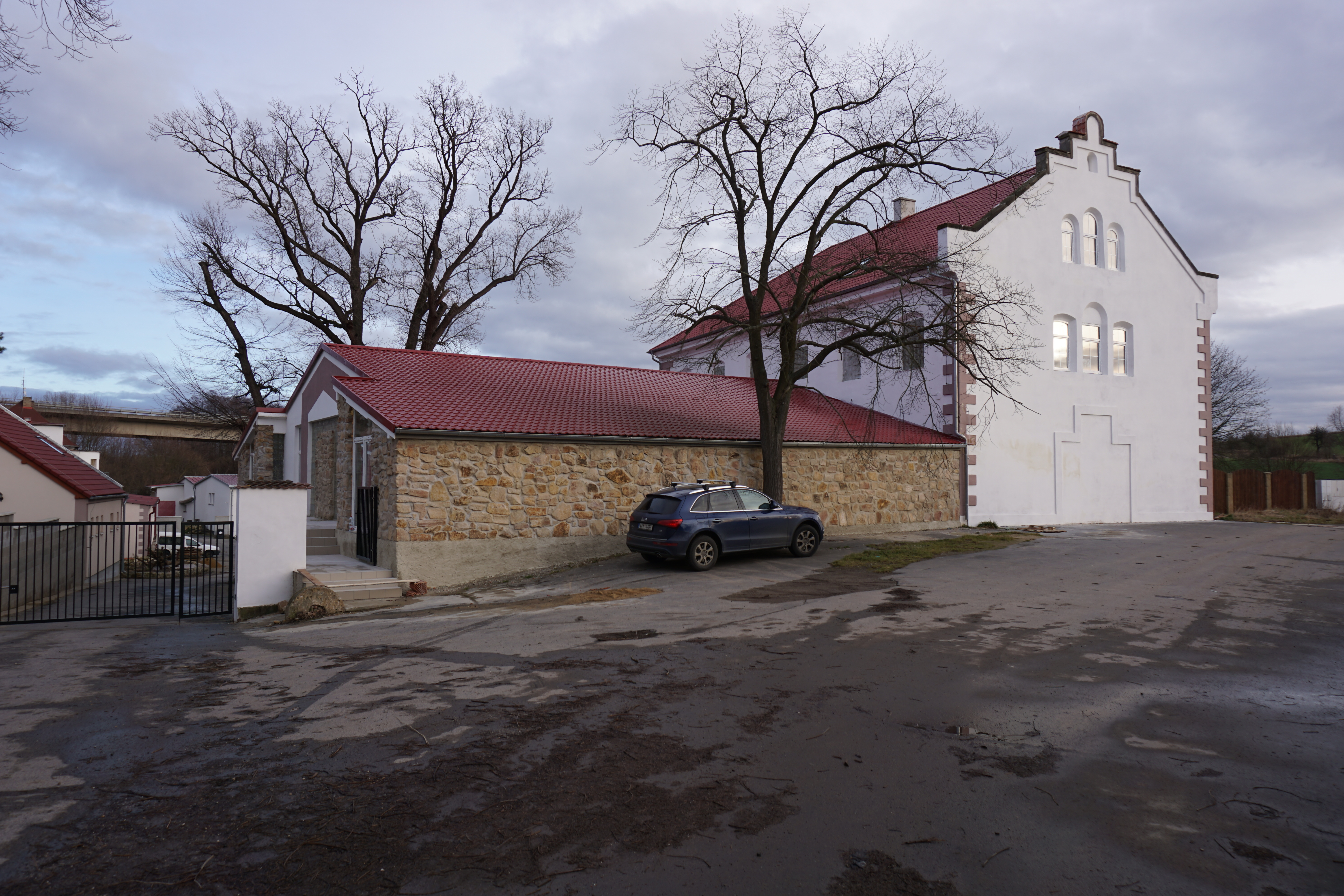
Krkavčí mlýn